# Cabrils
Cabrils es un municipio del Maresme interior localizado entre los municipios de Vilasar de Mar, Vilasar de Dalt, Orrius, Argentona y Cabrera de Mar, y situado a unos diez kilómetros de Mataró, capital de la comarca (provincia de Barcelona) (España).

## Demografía
Cabrils cuenta con una población de 7767 habitantes (INE 2024).
| Gráfica de evolución demográfica de Cabrils entre 1842 y 2021                                                         |
| |
| Población de derecho según los censos de población del INE. Población de hecho según los censos de población del INE. |

## Cultura

### Monumentos y lugares de interés
- Ermita de San Cristóbal

### Deporte
- Club de Básquet Cabrils
- Club Esportiu Cabrils

## Economía
La economía tradicional de Cabrils se basaba en la agricultura (naranjos y hortalizas). Actualmente ya no hay naranjas y los cultivos han ido desapareciendo, en beneficio de la floricultura (claveles y rosas especialmente).
Respecto a la industria, la construcción es el sector económico más importante. Desde los años 80 el crecimiento de Cabrils ha sido notable hasta convertirse en una importante población residencial. La edificación de urbanizaciones residenciales ha cambiado el paisaje del municipio aumentando la función comercial y de los servicios, siendo el tercer municipio con la renta per cápita más alta de Cataluña y el octavo de España según una estadística publicada por la Agencia Tributaria sobre la renta de los municipios españoles.

## Administración y política
| Periodo   | Nombre                                                               | Partido                                    |
| --------- | -------------------------------------------------------------------- | ------------------------------------------ |
| 1979-1983 | Pau Suari i Tolrà                                                    | Unió Electoral de Cabrils                  |
| 1983-1987 | Pau Suari i Tolrà                                                    | Entesa de Cabrils                          |
| 1987-1991 | Pau Suari i Tolrà                                                    | IPC                                        |
| 1991-1995 | Pau Suari i Tolrà                                                    | CiU                                        |
| 1995-1999 | Josep Grau i Casanovas                                               | CiU                                        |
| 1999-2003 | Josep Grau i Casanovas (1999-2001) Joaquim Colomer Godàs (2001-2003) | CiU PSC                                    |
| 2003-2007 | Joaquim Colomer Godàs (2003-2005) Manel Pérez García (2005-2007)     | PSC CiU                                    |
| 2007-2011 | Lina Morales Serra (2007-2008) Joaquim Colomer Godàs (2008-2011)     | CiU PSC                                    |
| 2011-2015 | Lina Morales Serra                                                   | CiU                                        |
| 2015-2019 | Lina Morales Serra                                                   | CiU                                        |
| 2019-2023 | Maite Viñals Clemente                                                | Esquerra Republicana de Catalunya (ERC-AM) |